# Bali United FC
Bali United Football Club is een Indonesische betaaldvoetbalclub uit Gianyar op het eiland Bali. Bali United speelt zijn thuiswedstrijden in het Kapten i Wayan Dipta-stadion, een stadion met een capaciteit van 25.000 plaatsen. De thuiswedstrijden van de club worden gespeeld in een rood-wit-zwart tenue.
Op de AFC-ranglijst van de beste clubs in Azië staat Bali United op 6 maart 2019 op de 137e plaats met 1.304 punten.

## Geschiedenis

### Voorgeschiedenis (1989-2015)
In 1989 werd voetbalclub Putra Samarinda opgericht in Samarinda, op het Indonesische eiland Borneo. In 1995 verraste de club met het contracteren van de Kameroense stervoetballer Roger Milla, die in de nadagen van zijn carrière achttien doelpunten maakte in 12 competitiewedstrijden tijdens het seizoen 1995/96. In 2003 fuseerden Putra Samarinda en Persisam om samen verder te gaan onder de naam Persisam Putra Samarinda. De club klom terug omhoog vanuit de Divisi Dua (Derde niveau) en promoveerde in 2005 naar de Divisi Satu (Tweede niveau). In 2009 werd Persisam Putra Samarinda kampioen van de Divisi Satu. Daarmee dwong de club promotie naar het hoogste niveau af. Desondanks ondervond Putra Samarinda met de aanwezigheid van Pusamania Borneo FC in Samarinda de nodige concurrentie en begon de club er financieel steeds slechter voor te staan.

### Oprichting en de eerste jaren (2015-heden)
Op 15 februari 2015 werd bekend de zakenman Pieter Tanuri de club had gekocht. De nieuwe eigenaar besloot de licentie te verhuizen naar Gianyar op Bali en het team werd omgedoopt tot Bali United Football Club. In een rustige omgeving rondom het Kapten i Wayan Dipta-stadion, zouden er op de nieuwe locatie meer groeimogelijkheden voor de club zijn. Bali was tot dat moment vooral een vakantie-eiland met een weinig roemruchte voetbalgeschiedenis.
Nadat de competitie van de Super League in het seizoen 2016 gestaakt werd, nam Bali United eenmalig deel aan de Indonesia Soccer Championship A, die officieus te boek ging als het nationaal kampioenschap van Indonesië. In dit seizoen werd Bali United onder leiding van Indra Sjafri twaalfde. Op 27 januari 2017 werd bekendgemaakt dat Sjafri een contract had getekend als bondscoach van Indonesië JO19 en de Oostenrijkse trainer Hans-Peter Schaller werd aangesteld als zijn vervanger om de Tridatu Krijgers succes te bezorgen in de Liga 1.
Bij aanvang van het seizoen 2017 deed de Balinese club een opvallende aankoop door « De Indonesische David Beckham » Irfan Bachdim vast te leggen voor een transferbedrag van 1 miljard roepia. Ook haalde Bali onder anderen de Nederlanders Sylvano Comvalius en Nick van der Velden als versterkingen. Na een tegenvallende competitiestart werd Schaller echter al na 2 wedstrijden in april 2017 ontslagen. Widodo Putro werd aangesteld als diens opvolger.
Na een gelijke stand tussen Bhayangkara FC en Bali in de competitie met beiden 68 punten gaven de onderlinge resultaten de doorslag voor het kampioenschap. Daardoor behaalde Bali United een tweede plaats in de Liga 1, ondanks een beter doelsaldo. Wel kwalificeerde de club zich als runner-up voor de voorronde van de AFC Champions League 2018, omdat de landskampioen geen licentie van de AFC wist te behalen. Met 37 gemaakte doelpunten werd spits Sylvano Comvalius topscorer van de competitie. In augustus 2017 werd Stefano Lilipaly als versterking aangetrokken van SC Cambuur. De club maakte zijn debuut in de Champions League op 16 januari 2018 in de wedstrijd van de eerste voorronde tegen de Singaporese club Tampines Rovers, welke met 3-1 werd gewonnen. In de tweede voorronde, verloor Bali United echter 2-1 van Chiangrai United uit Thailand en werd daardoor vroegtijdig uitgeschakeld in dit toernooi. Wel stroomde Bali United door naar de groepsfase van de AFC Cup 2018, maar strandde ook hier voortijdig in de groepsfase.
In 2018 begon Bali voortvarend aan het nieuwe seizoen. In het openingstoernooi om de Presidentsbeker behaalde Bali de finale, maar verloor deze op 17 februari met 3–0 van Persija Jakarta. In de competitie was het succes minder aanwezig. Sleutelspeler Bachdim was veelal geblesseerd en Bali United eindigde op een teleurstellende elfde plaats. Midden in het seizoen werd de Nederlander Melvin Platje als aanvallende versterking aangetrokken. Aanvaller Ilija Spasojević eindigde als clubtopscoorder met 14 doelpunten. De hoofdtrainer Widodo Putro werd op basis van de resultaten op 29 november 2018 ontslagen en de Braziliaanse trainer Stefano Cugurra kwam over van de landskampioen Persija Jakarta als diens opvolger. De Koerdisch-Irakees voetballer Brwa Nouri werd van Östersunds FK voor het seizoen 2019 aangetrokken als de Aziatische buitenlandse speler in de selectie.
In 2019 werd Bali United in de groepsfase vroegtijdig uitgeschakeld in het toernooi om de Presidentsbeker. In de Indonesische voetbalbeker had Bali meer succes en behaalde de kwartfinale, mede door sterke optredens van doelman Wawan Hendrawan, die met 4 clean sheets liefkozend door de supporters Spiderwan genoemd werd. In de kwartfinale werd Bali door Persija Jakarta uitgeschakeld op basis van uitdoelpunten. Bali United FC werd in 2019 landskampioen.

## Erelijst
| Competitie                      | Winnaar | Winnaar    | Runner up | Runner up |
| Competitie                      | Aantal  | Jaren      | Aantal    | Jaren     |
| ------------------------------- | ------- | ---------- | --------- | --------- |
| Indonesische voetbalbond (PSSI) |         |            |           |           |
| Liga 1                          | 2x      | 2019, 2021 | 1×        | 2017      |
| Presidentsbeker                 | -       | -          | 1×        | 2018      |
| Afdeling Bali (ABL)             |         |            |           |           |
| Eilandsbeker van Bali           | 1×      | 2017       | -         | -         |
| Vriendschappelijk               |         |            |           |           |
| Trofeo Bali-Celebest            | 1x      | 2016       | -         | -         |

|  |

| 12 A |

| 2 |

| 11 |

| 1 |

| 1 |

| Liga 1 / Hoogste niveau | Liga 2 / Tweede niveau | Liga 3 / Derde niveau |

- 1998 & 2015: Seizoen niet beëindigd

In elke staaf van de grafiek staat van boven naar beneden vermeld: 
- Eindnotering

Dit is de positie die de club heeft bereikt in de competitie, zonder eventuele beslissings-, play-off- of nacompetitiewedstrijden die nodig zijn geweest om bijvoorbeeld de kampioen van de competitie te bepalen.
Indien een * achter het getal staat is de notering een tussenstand en kan het zijn dat de notering niet overeenkomt met de uiteindelijke eindstand van de competitie.
Staat er een - dan is het seizoen nog bezig en is er geen definitieve uitslag bekend.
Staat er xx op de positie van de notering, dan heeft de club vroegtijdig de competitie verlaten. Dit kan onder andere komen door terugtrekking van het team, faillissement van de club of door een uitgedeelde straf van de KNVB. In veel gevallen staat elders in het artikel de reden vermeld.
Staat er een ? dan is het resultaat uit het verleden onbekend, en is alleen de competitie of het niveau bekend van dat seizoen.
In de seizoenen 2019/20 en 2020/21 werd wegens de coronacrisis het amateurvoetbal afgebroken. Daardoor kennen deze staven geen eindklassering (middels -- weergegeven).
- Competitieniveau en afdelingsletter of Officiële eindstand Eredivisie
  - Competitieniveau en afdelingsletter

Hierbij geeft het getal het niveau weer, dat ook terug te vinden is in de legenda. De letter is de afdelingsaanduiding en wordt gebruikt wanneer er meer afdelingen zijn op hetzelfde niveau. De afdelingsletter is altijd een hoofdletter en wordt meestal zonder nummer gebruikt.
Voorbeeld: 2F is niveau 2e klasse competitie F.
Het competitieniveau en nummer wordt niet vermeld wanneer er slechts één competitie van dit niveau was.
  - Officiële eindstand Eredivisie (getal staat tussen haakjes vermeld)

Sinds de introductie van play-offwedstrijden voor Europees voetbal na afloop van de reguliere competitie in 2005/06, is de KNVB verplicht een eindstand van de Eredivisie door te geven aan de UEFA aan de hand van deze play-offwedstrijden.
Bij deze eindstand staan clubs die zich hebben gekwalificeerd voor Europees voetbal hoger dan clubs die zich niet wisten te kwalificeren. Indien er geen verschil was tussen de eindnotering en de officiële eindstand, staat dit getal niet vermeld.

- Onderafdeling

Hier staat afgekort de naam van de onderafdeling indien de club in dat jaar in een onderafdeling uitkwam. Tevens staat deze afkorting in de legenda en wordt gelinkt naar het artikel over deze onderafdeling. Deze afkorting wordt alleen vermeld wanneer de club in het verleden in verschillende onderafdelingen heeft gespeeld. Deze vermelding is in de staaf altijd in kleine letters. Deze onderafdelingen zijn na het seizoen 1995/96 afgeschaft. Heeft de club in slechts één onderafdeling gespeeld, dan is dit alleen terug te vinden in de legenda.
Onder de staaf staat het jaartal vermeld waarin het seizoen is afgesloten. 15 verwijst naar het seizoen 2014/15 of eventueel het seizoen 1914/15.
Wanneer een staaf leeg is, zijn deze gegevens niet bekend. Het kan ook zijn dat de club dat seizoen niet heeft meegespeeld op het hogere amateurniveau, vroegtijdig de competitie heeft verlaten of uit de competitie is gezet.

In het seizoen 1944/45 was er wegens de Tweede Wereldoorlog geen regulier competitievoetbal.

## Bali United in Azië
| Seizoen | Competitie           | Ronde | Land                | Club              | Score    |
| ------- | -------------------- | ----- | ------------------- | ----------------- | -------- |
| 2018    | AFC Champions League | 1Q    | Vlag van Singapore  | Tampines Rovers   | 3-1      |
|         |                      | 2Q    | Vlag van Thailand   | Chiangrai United  | 1-2      |
| 2018    | AFC Cup              | Groep | Vlag van Myanmar    | Yangon United FC  | 1-3; 2-3 |
|         |                      | Groep | Vlag van Filipijnen | Global Cebu FC    | 1-3;     |
|         |                      | Groep | Vlag van Vietnam    | FLC Thanh Hóa FC  | 3-1; 0-0 |
| 2020    | AFC Champions League | 1Q    | Vlag van Singapore  | Tampines Rovers   | 5-3      |
|         |                      | 2Q    | Vlag van Australië  | Melbourne Victory | 0-5      |
| 2020    | AFC Cup              | Groep | Vlag van Vietnam    | Than Quảng Ninh   | 4-1;     |
|         |                      | Groep | Vlag van Cambodja   | Svay Rieng        | 1-2;     |

## Beloftenelftal
Tussen 2015 en 2017 was Bali United Onder-21 het hoogste beloftenelftal van de voetbalclub. In 2015 werd er geen jeugdcompetitie georganiseerd. Met de hervormingen in het Indonesisch voetbal ging het beloftenelftal vanaf 2017 verder als Bali United JO19 in de Liga 1. In het seizoen 2018 werden de Balinezen vierde in Groep B, waardoor ze in de eerste ronde werden uitgeschakeld.

#### Erelijst beloften
- Tweede plaats Indonesisch voetbalkampioenschap JO21: 2016
- Derde plaats Indonesisch voetbalkampioenschap JO19: 2017

## Samenwerkingsverband
De club waar Bali United sinds december 2016 mee samenwerkt in een gezamenlijke voetbalacademie is Paris Saint-Germain. De Franse voetbalclub deelt haar ervaring en expertise op structurele basis met Bali United als haar Academy Partner van de Paris Saint-Germain Academy te Bali. Kenners menen dat Indonesië als fanatiek voetballand over veel talent beschikt, maar er evenwel veel verloren gaat door een gebrek aan structuur. Door te putten uit de kennis en begeleiding van de Franse sportclub probeert Bali United een toonaangevende voetbalacademie in Zuidoost-Azië neer te zetten.

## Overzichtslijsten

### Lijst van hoofdtrainers

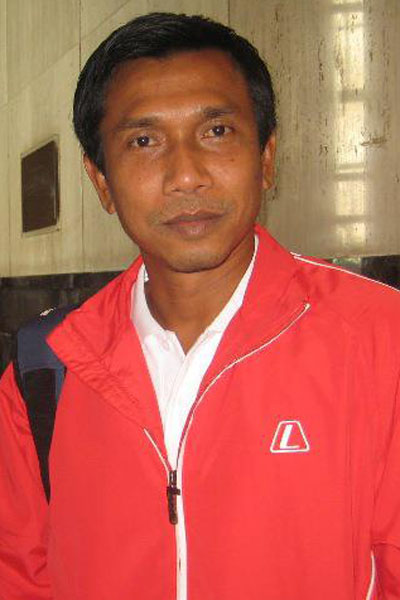
Widodo Putro, hoofdtrainer van Bali United tussen 2017 en 2018.

| - Sartono Anwar (sep 2012–sep 2013) - Mundari Karya (nov 2013–mei 2014) - Nil Maizar (mei 2014–dec 2014) - Indra Sjafri (dec 2014–jan 2017) |  | - Hans-Peter Schaller (feb 2017–mei 2017) - Widodo Putro (mei 2017–nov 2018) - Stefano Cugurra (jan 2019–) - Johnny Jansen (2025–) |

### Lijst van (oud-)spelers
Hieronder volgt een overzicht met prominente (oud-)spelers die in competitieverband voor de club zijn uitgekomen.
| Indonesiërs - Irfan Bachdim (2017-20) - Stefano Lilipaly (2017-2022) Argentijnen - Marcos Flores (2017-18) Kameroeners - Roger Milla (1995-96) - Marcel Mahouvé (1995-97) - Privat Mbarga (2022-) |  | Nederlanders - Kevin Brands (2018) - Sylvano Comvalius (2017) - Nick van der Velden (2017-2018) - Melvin Platje (2018-2021) Zuid-Koreanen - Ahn Byung-Keon (2016-2018) - Choi Dong Soo (2010-11) |